# Iris Ikangi
Nongo Iris Ikangi (Voghera, 21 febbraio 1994) è un cestista italiano con cittadinanza della Repubblica Democratica del Congo.

## Palmares
- Campionato italiano dilettanti: 1

Amici Pall. Udinese: 2024-25